# 皇后陛下 (品牌)
皇后陛下（英語：Your Majesty）是臺灣歌手蔡依林和朱柔穎於2015年創立的翻糖蛋糕品牌，主要透過Facebook和Instagram販售翻糖蛋糕並提供客製化訂製服務。

## 歷史
2014年10月，歌手蔡依林開始接觸並學習製作翻糖蛋糕，隨後對此產生濃厚興趣，並親自製作蛋糕贈送親友。2015年9月23日，蔡依林接受訪問時表示未來可能開設蛋糕店，但目前僅接受親友訂購，並提到需要組建團隊協助製作。她的經紀人王永良也透露，蔡依林有意成立翻糖蛋糕粉絲團，分享製作過程和技巧。
同年10月20日，蔡依林開設翻糖蛋糕Facebook粉絲專頁「皇后陛下 Your Majesty」。品牌名稱靈感來自她在探索頻道看到的紀錄片，該片介紹19世紀英國維多利亞女王婚禮上出現的世界首個三層式婚禮蛋糕，象徵婚禮上分享幸福的傳統。蔡依林希望透過翻糖蛋糕帶給人生重要時刻的祝福和快樂。
2015年12月7日，蔡依林以母親蔡黃春美的名義成立九零後有限公司，專門經營翻糖蛋糕品牌「皇后陛下」，蔡依林擔任創意總監，好友朱柔穎擔任技術總監。至2018年1月8日，蔡依林透露品牌已有四位蛋糕師，自己主要負責發想創意，並讚揚幕後團隊製作細節一絲不苟，期望品牌能在國際上揚名並成為風潮。

## 合作項目
- 2015年10月，該品牌和台灣伴侶權益推動聯盟合作，推出限量一千個「皇家婚禮彩虹公仔蛋糕」進行義賣[6]。
- 2018年1月，該品牌和KKBox旗下電商平台KK選物合作，推出限量三百個「愛在星空下」夢幻情人節禮盒[10]。
- 2018年9月至10月，該品牌和「2018台北時裝週Vogue全球購物夜」合作，在臺北市香堤大道廣場開設首間實體快閃店[11]。
- 2018年12月，該品牌開始在中國移動旗下連鎖咖啡店咪咕咖啡上海三間實體門市販售，並提供上海地區網購服務[12]。
- 2020年2月，該品牌和東森國際旗下電商平台Her和她合作，推出四款「Guilty Pleasure 罪誘之唇」系列情人節蛋糕，每款限量三十個[13]。
- 2022年12月，該品牌和全聯福利中心旗下甜點品牌We Sweet合作，推出四款巧克力甜點，限時販售五十天[14]。
- 2023年12月，再次和We Sweet合作，推出四款巧克力甜點，限時販售55天[15]。

## 外部連結
- 皇后陛下的Facebook專頁
- 皇后陛下的Instagram帳戶